# Bose Omolayo
Bose Omolayo (1 de febrero de 1989) es una deportista nigeriana que compite en levantamiento de potencia adaptado. Ganó tres medallas en los Juegos Paralímpicos de Verano entre los años 2016 y 2024.

## Palmarés internacional
| Juegos Paralímpicos | Juegos Paralímpicos     | Juegos Paralímpicos | Juegos Paralímpicos |
| Año                 | Lugar                   | Medalla             | Categoría           |
| ------------------- | ----------------------- | ------------------- | ------------------- |
| 2016                | Río de Janeiro (Brasil) | Medalla de oro      | –79 kg              |
| 2020                | Tokio (Japón)           | Medalla de oro      | –79 kg              |
| 2024                | París (Francia)         | Medalla de plata    | –79 kg              |